# Semíramis reconocida (Hasse)
Semíramis reconocida (La Semiramide riconosciuta) ópera seria con texto de diferentes autores y musicada en los siglos  XVII,  XVIII y principios del  XIX por multitud de compositores.

## Antecedentes
La figura de  Semíramis , la legendaria reina de Asiria y benefactora de la ciudad de Babilonia, siempre alimentó a lo largo de los siglos la imaginación de poetas, dramaturgos y pintores para la elaboración de sus obras. 
Ya desde mediados del siglo XVII existen óperas cuya trama narra las vicisitudes de la reina asiria. Así, Francesco Sacrati compuso una ópera titulada  Semíramis en la India  que, con libreto de Maiolino Bisaccioni, se estrenó en el Teatro San Cassiano de Venecia en 1648. A Sacrati le siguieron  Cesti (Viena, 1667);   Draghi (Viena, 1673);   Aldrovandini (Nápoles, 1701) y otros muchos.
No fue hasta 1729 en que el poeta italiano Pietro Metastasio (1698 – 1782) escribió un “dramma per musica” titulado Semíramis reconocida para que fuera musicado por el compositor calabrés Leonardo Vinci (Strongoli, 1690 – Nápoles, 1730). El libreto de Metastasio narra los años de mayor gloria del reinado de Semíramis y alcanzó un rápido éxito, pues fueron casi una treintena los compositores que musicaron el texto, destacando entre ellos   Porpora (Venecia, 1729);  Jommelli (Turín, 1741); Gluck (Viena, 1748) y otros muchos, hasta llegar a la última y más famosa versión, la de Giacomo Meyerbeer (Turín, 1819).
Casi veinte años más tarde de la composición metastasiana, en 1748, el filósofo y dramaturgo francés Voltaire escribió un drama titulado  Semíramis, donde se narra las últimas horas de la vida de la reina asiria. Este libreto fue desplazando paulatinamente al libreto del italiano, dando origen a una nueva serie de óperas basadas en la reina de Asiria. Entre los compositores que utilizaron el libreto de Voltaire destacan  Graun (Berlín, 1754); Mozart (Mannheim, 1778),  Bianchi (Nápoles, 1790) y otros muchos, hasta llegar a la más famosa de todas las versiones, la de Gioachino Rossini (Venecia, 1823).

## Composición

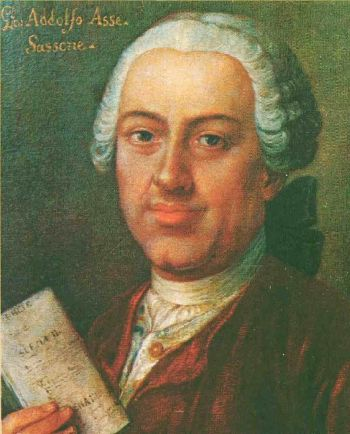
Johann Adolf Hasse.

Para escribir el libreto, Metastasio se basó en la Geografía del historiador griego Estrabón; en la Historia de Heródoto de Halicarnaso; en la Biblioteca Histórica (tomos I a VI) de Diodoro Sículo; en la Persica de Ctesias; y en la Historiae Philippicae del galorromano Trogo Pompeyo.
El libreto hace el número sexto de los 27 que escribió Metastasio, situándose entre  Aecio (1728) y  Alejandro en la India  (1729).

## Estrenopastiche(1733)
El 30 de octubre de 1733 se estrenó en el  King’s Theatre in the Haymarket de Londres un pastiche en tres actos titulado Semíramis, sobre el libreto de Metastasio y música de Johann Adolf Hasse (Hamburgo, 1699 – Venecia, 1783), Francesco Feo, Leonardo Vinci, Giovanni Battista Lampugnani y Georg Friedrich Händel.

## Personajes
| Personaje                                                                    | Tesitura   | Reparto el 30 de octubre 1733 Director: |
| ---------------------------------------------------------------------------- | ---------- | --------------------------------------- |
| Semíramis (reina de Asiria y amante de Scitalce)                             | contralto  | Maria Caterina Negri                    |
| Scitalce (príncipe indio a quien Semíramis conoció bajo el nombre de Idreno) | sopranista |                                         |
| Tamiri (princesa de Bactria)                                                 | soprano    |                                         |
| Ircano (príncipe escita amante de Tamiri)                                    | bajo       | Gustavus Waltz                          |
| Mirteo (hermano no reconocido de Semíramis y amante de Tamiri)               | sopranista |                                         |
| Síbari (confidente de Semíramis a quien ama en secreto)                      | castrato   | Giovanni Carestini (Cusanino)           |

## Estrenoópera1744

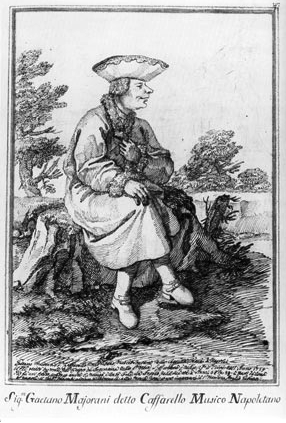
Caricatura del castrato Caffarelli (1710 – 1783), por Pier Leone Ghezzi.

En 1744  Hasse volvió a retomar el libreto de Metastasio para componer, con motivo de la onomástica del rey Carlos VII de Nápoles, una ópera homónima, cantada en italiano y dividida en tres actos, cuyo estreno tuvo lugar en el Teatro San Carlos de Nápoles el 4 de noviembre.

## Personajes
| Personaje                                                                    | Tesitura   | Reparto el 4 de noviembre 1744 Director: Domenico De Matteis |
| ---------------------------------------------------------------------------- | ---------- | ------------------------------------------------------------ |
| Semíramis (reina de Asiria y amante de Scitalce)                             | soprano    | Antonia Colasanti (La Falegnamina)                           |
| Scitalce (príncipe indio a quien Semíramis conoció bajo el nombre de Idreno) | sopranista | Francesco Boschi                                             |
| Tamiri (princesa de Bactria)                                                 | soprano    | Giovanna Astrua                                              |
| Ircano (príncipe escita amante de Tamiri)                                    | tenor      | Carlo Carlani                                                |
| Mirteo (hermano no reconocido de Semíramis y amante de Tamiri)               | castrato   | Gaetano Majorano (Caffarelli)                                |
| Síbari (confidente de Semíramis a quien ama en secreto)                      | castrato   | Giovanni Manzuoli (Succianoccioli)                           |

La escenografía estuvo a cargo de  Giuseppe Baldi y Vincenzo Re

## Argumento

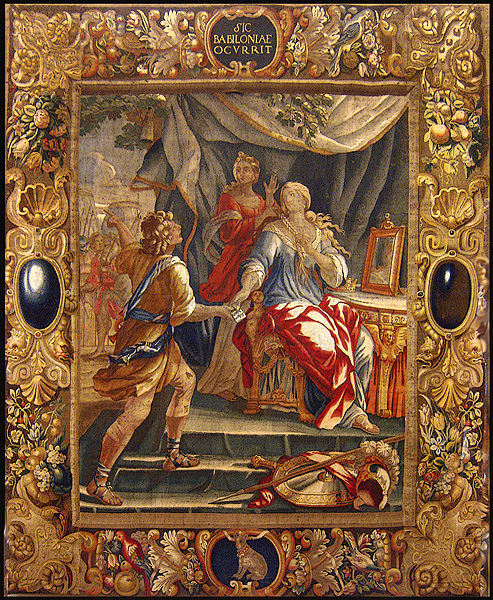
Semíramis, tapiz de Abraham van Diepenbeek. Museo Capitolino (Roma).

Es conocida la leyenda de Semíramis, nacida en Ascalón de la náyade de un manantial, que llegó a ser cónyuge de Nino, rey de los asirios, y que, tras la muerte de éste, reinó disfrazada de hombre, haciéndose pasar por su hijo, el pequeño Nino. Tal argucia fue posible por la similitud de las facciones y la hermeticidad en la que vivían, ocultas a los ojos de la gente, las mujeres asiáticas. Finalmente, descubierto su sexo, fue confirmada como reina por sus súbditos, que habían podido apreciar su prudencia y valor.
La acción principal del drama es el reconocimiento de Semíramis. En dicha trama, para poder justificarla, y para, al mismo tiempo, obviar la inverosimilitud del fabuloso origen de la protagonista, se la hace hija de Vessore, rey de Egipto, junto con un hermano llamado Mirteo, educado de niño en la corte de Zoroastro, rey de Bactria. La joven Semíramis se enamorada de Scitalce, príncipe de una región de la India, llegado a la corte de Vessore con el falso nombre de Idreno, y que, no habiendo podido obtener permiso de su padre para desposarlo, huirá con él. Scitalce la misma noche de la fuga, la herirá y arrojará al Nilo debido a un violento ataque de celos causados por la traición de Síbari, su falso amigo y oculto rival. Pero la princesa sobrevivirá a esta desdicha y peregrinará desconocida, ocurriéndole finalmente cuanto de histórico se ha narrado al principio.
El lugar donde se desarrolla la acción es Babilonia, acudiendo allí muchos príncipes pretendientes a la mano de Tamiri, princesa heredera de los bactrianos, impuesta por Semíramis, a la que todos creen Nino.
El día de la elección del prometido para la princesa Tamiri acuden a Babilonia numerosos príncipes extranjeros, curiosos y comerciantes que aprovechan la regia ocasión para realizar sus trueques. Toda esta multitud da pie para que Semíramis se encuentre, en el mismo lugar y día, con su hermano Mirteo, con su amante Scitalce y con el traidor Sibari; y que de tal encuentro nazca la necesidad del descubrimiento de su verdadera identidad. 

## Influencia

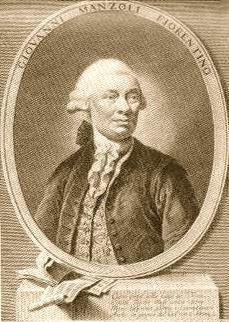
El castrato Giovanni Manzuoli (1878).

Metastasio tuvo gran influencia sobre los compositores de ópera desde principios del siglo XVIII a comienzos del siglo XIX. Los teatros de más renombre representaron en este período obras del ilustre italiano, y los compositores musicalizaron los libretos que el público esperaba ansioso. Semíramis fue utilizada por más de 30 compositores para componer otras tantas óperas; sin embargo el paso del tiempo ha hecho caer en el olvido a todas ellas excepto la última, la compuesta por Meyerbeer, estrenada en Turín en el mes de marzo de 1819.